# جون هوفمان
جون هوفمان (بالإنجليزية: John Hoffman)‏ هو سياسي أمريكي، ولد في 17 يناير 1965. حزبياً، نشط في الحزب الديمقراطي. وقد انتخب عضو مجلس ولاية مينيسوتا.

## وصلات خارجية
- الموقع الرسمي